# Премия имени А. Е. Ферсмана
Премия имени А. Е. Ферсмана — премия, присуждаемая с 1946 года АН СССР и Российской академией наук. Присуждается Отделением геологии, геофизики, геохимии и горных наук за выдающиеся научные работы по минералогии и геохимии.
Премия названа в честь академика Александра Евгеньевича Ферсмана (1883—1945).
Премия имени А. Е. Ферсмана присуждается Президиумом Академии Наук СССР один раз в три года, начиная с 1946 года, «за лучшие работы в области минералогии и геохимии редких элементов».
Размер премии 10 000 рублей, после денежной реформы 1961 года — 1 000 рублей.
С 2001 года не облагается налогом.
Присуждается ко дню рождения А. Е. Ферсмана — 8 ноября.

## Лауреаты премии
Премия была вручена:
1. 1946 — Вячеслав Гаврилович Мелков — За работу по месторождениям редких элементов (по закрытой тематике)
2. 1949 — Эльза Максимилиановна Бонштед-Куплетская — За работу по пегматитам
3. 1961 — Георгий Алексеевич Крутов — За работу «Месторождения кобальта». Издание 1959 года
4. 1964 — Александр Александрович Сауков — За работу «Геохимические методы поисков месторождений полезных ископаемых», издание 1963 г.
5. 1967 — Юрий Леонидович Орлов — За монографию «Морфология алмаза», издание 1963 года
6. 1970 — Николай Иванович Хитаров и Эрнест Эрнестович Сендеров — За монографию «Цеолиты, их синтез и условия образования в природе», издание 1970 г.
7. 1973 — Евгений Иванович Семенов — За цикл работ по минералогии
8. 1976 — Николай Фёдорович Челищев — За монографию «Ионообменные свойства минералов»
9. [уточнить] — Костылева-Лабунцова Екатерина Евтихиевна[уточнить] — за монографию Костылева-Лабунцова Е. Е., Боруцкий Б. Е. , Соколова М. Н. и др. Минералогия Хибинского массива. В 2 т. М.: Наука, 1978: Т. 1. 228 с.; Т. 2. 586 с.[источник?]
10. 1979 — Иван Николаевич Говоров — За серию работ по региональной геохимии и генетической минералогии гидротермальных месторождений Дальнего Востока
11. 1983 — Борис Евгеньевич Боруцкий, Олег Борисович Дудкин и Дорфман Моисей Давидович — За двухтомную монографию «Минералогия Хибинского массива» (том I — «Магматизм и постмагматические преобразования»; том II — «Минералы»)
12. 1985 — Олег Алексеевич Богатиков — За серию работ, посвящённых изучению анортозитов Земли и Луны
13. 1988 — Александр Петрович Хомяков — За серию работ «Открытие большой группы новых минералов»
14. 1991 — Вадим Сергеевич Урусов — За серию работ «Энергетическая кристаллохимия и ЭВМ — моделирование структур и свойств минералов /развитие геоэнергетической теории А. Е. Ферсмана/»
15. 1995 — Николай Павлович Юшкин — За цикл работ под названием «Топоминералогия геологических провинций и рудоносных регионов»
16. 1999 — Владимир Сергеевич Балицкий — За серию работ «Синтез и модифицирование драгоценных камней»
17. 2001 — Вадим Вадимович Дистлер — За серию работ «Генетическая минералогия и геохимия платиновых металлов»
18. 2004 — Игорь Дмитриевич Рябчиков — За серию работ «Геохимия, флюидный режим и генезис магм, связанных с мантийными плюмами»
19. 2007 — Николай Владимирович Соболев, Владислав Станиславович Шацкий и Юрий Николаевич Пальянов — За цикл работ «Роль глубинных мантийных флюидов в образовании алмазов»
20. 2010 — Вячеслав Иванович Коваленко, Андрей Владиславович Гирнис и Владимир Борисович Наумов — За цикл работ «Летучие и редкие элементы в магматических расплавах и мантийных резервуарах различных геодинамических обстановок».
21. 2013 — Виктор Константинович Гаранин — За цикл работ «Дискретность и полигенность алмаза — фундаментальные основы его происхождения и поиска новых месторождений»
22. 2016 — Юрий Борисович Марин — за серию работ «Акцессорные минералы-индикаторы петро- и рудогенеза»
23. 2022 — Николай Петрович Похиленко и Валентин Петрович Афанасьев — за цикл работ «Развитие минералогических методов прогнозирования и поиска месторождений алмаза»